# Suiza en los Juegos Paralímpicos de Innsbruck 1984
Suiza estuvo representada en los Juegos Paralímpicos de Innsbruck 1984 por un total de 50 deportistas, 42 hombres y ocho mujeres.

## Medallistas
El equipo paralímpico suizo obtuvo las siguientes medallas:
| Nombre                                   | Deporte        | Evento                                   |
| ---------------------------------------- | -------------- | ---------------------------------------- |
| Oro                                      |                |                                          |
| Rolf Heinzmann                           | Esquí alpino   | Descenso LW6/8 masculino                 |
| Rolf Heinzmann                           | Esquí alpino   | Eslalon LW6/8 masculino                  |
| Rolf Heinzmann                           | Esquí alpino   | Combinada LW6/8 masculino                |
| Peter Bartlome                           | Esquí alpino   | Eslalon gigante LW9 masculino            |
| Peter Bartlome                           | Esquí alpino   | Combinada LW9 masculino                  |
| Plata                                    |                |                                          |
| Elisabeth Osterwalder                    | Esquí alpino   | Combinada LW4 femenino                   |
| Paul Fournier                            | Esquí alpino   | Eslalon LW4 masculino                    |
| Paul Fournier                            | Esquí alpino   | Eslalon gigante LW4 masculino            |
| Paul Fournier                            | Esquí alpino   | Combinada LW4 masculino                  |
| Felix Gisler                             | Esquí alpino   | Eslalon gigante LW5/7 masculino          |
| Felix Gisler                             | Esquí alpino   | Combinada LW5/7 masculino                |
| Heinz Moser                              | Esquí alpino   | Descenso LW6/8 masculino                 |
| Heinz Moser                              | Esquí alpino   | Combinada LW6/8 masculino                |
| Walter Kälin                             | Esquí alpino   | Eslalon gigante LW9 masculino            |
| Walter Kälin                             | Esquí alpino   | Combinada LW9 masculino                  |
| Hansueli Feuz                            | Esquí alpino   | Descenso LW9 masculino                   |
| Paul Neukomm                             | Esquí alpino   | Eslalon gigante LW6/8 masculino          |
| Edwin Zurbriggen                         | Esquí alpino   | Combinada LW1 masculino                  |
| Armin Arnold                             | Esquí de fondo | 5 km distancia corta LW9 masculino       |
| Armin Arnold                             | Esquí de fondo | 10 km distancia media LW9 masculino      |
| Heidi Aviolat Monika Wälti Yvonne Wyssen | Esquí de fondo | 3 × 5 km LW2-9 femenino                  |
| Bronce                                   |                |                                          |
| Paul Fournier                            | Esquí alpino   | Descenso LW4 masculino                   |
| Peter Bartlome                           | Esquí alpino   | Descenso LW9 masculino                   |
| Walter Kälin                             | Esquí alpino   | Eslalon LW9 masculino                    |
| Jean-Pierre Kurth                        | Esquí alpino   | Eslalon gigante B2 masculino             |
| Edwin Zurbriggen                         | Esquí alpino   | Eslalon gigante LW1 masculino            |
| Eugen Diethelm                           | Esquí alpino   | Eslalon gigante LW4 masculino            |
| Robert Cadisch                           | Esquí alpino   | Eslalon gigante LW9 masculino            |
| Karoline Pavlicek                        | Esquí de fondo | 2,5 km distancia corta grado II femenino |
| Karoline Pavlicek                        | Esquí de fondo | 5 km distancia media grado II femenino   |
| Monika Wälti                             | Esquí de fondo | 5 km distancia corta LW4 femenino        |
| Monika Wälti                             | Esquí de fondo | 10 km distancia media LW4 femenino       |
| Josef Dietziker                          | Esquí de fondo | 5 km distancia corta grado II masculino  |
| Josef Dietziker                          | Esquí de fondo | 10 km distancia media grado II masculino |
| Peter Gilomen                            | Esquí de fondo | 5 km distancia corta grado I masculino   |
| Heinz Frei                               | Esquí de fondo | 10 km distancia media grado I masculino  |
| Heinz Frei Josef Dietziker Peter Gilomen | Esquí de fondo | 3 × 2,5 km grado I-II masculino          |